# Компанія трьох
Компанія трьох — американський телевізійний серіал ситкому, який транслювався протягом восьми сезонів на ABC з 15 березня 1977 року по 18 вересня 1984 року. Він заснований на британському ситкомі Man About the House.
Історія обертається навколо трьох сусідів по кімнаті: Джанет Вуд (Джойс ДеВітт), Кріссі Сноу (Сюзанна Сомерс) і Джека Тріппера ( Джон Ріттер ), які платонічно живуть разом у Санта-Моніці, Каліфорнія, житловому комплексі, що належить Стенлі Роперу. (Норман Фелл) і Хелен Ропер (Одра Ліндлі). Після того, як Фелл і Ліндлі покинули серіал у 1979 році для створення власного ситкому, Дон Ноттс приєднався до акторського складу як новий менеджер будівлі сусідів по кімнаті, Ральф Ферлі. Після відходу Сомерса наприкінці 1980 року Дженілі Харрісон приєдналася до акторського складу як двоюрідна сестра Кріссі Сінді Сноу, яку незабаром замінила Прісцилла Барнс у ролі Террі Олден.
Шоу, фарс, розповідає про ескапади та випадковості постійних непорозумінь, соціального життя та фінансової боротьби тріо. У 1977–1983 роках цей серіал входить до десятки найпопулярніших фільмів і залишається популярним у синдикації та завдяки випускам DVD. Шоу також породило схожі спін-офи до тих, що були в Man About the House: The Ropers і Three's a Crowd, засновані на Джорджі та Мілдред і Robin's Nest відповідно.

## Актори та персонажі
- Джон Ріттер у ролі Джека Тріппера
- Джойс Девітт в ролі Джанет Вуд
- Сюзанна Сомерс — різдвяна «Кріссі» Сноу (сезони 1–5)
- Норман Фелл — Стенлі Ропер (сезони 1–3; сезон 5, запрошена зірка)
- Одра Ліндлі — Гелен Ропер (сезони 1–3; сезон 5, запрошена зірка)
- Річард Клайн у ролі Ларрі Далласа (сезони 1–3, повторювані; сезони 4–8, основні)
- Дон Ноттс — Ральф Ферлі (сезони 4–8)
- Енн Веджворт у ролі Лани Шилдс (4 сезон)
- Дженілі Гаррісон у ролі Сінді Сноу (5–6 сезони)
- Прісцилла Барнс у ролі Террі Олден (сезони 6–8)

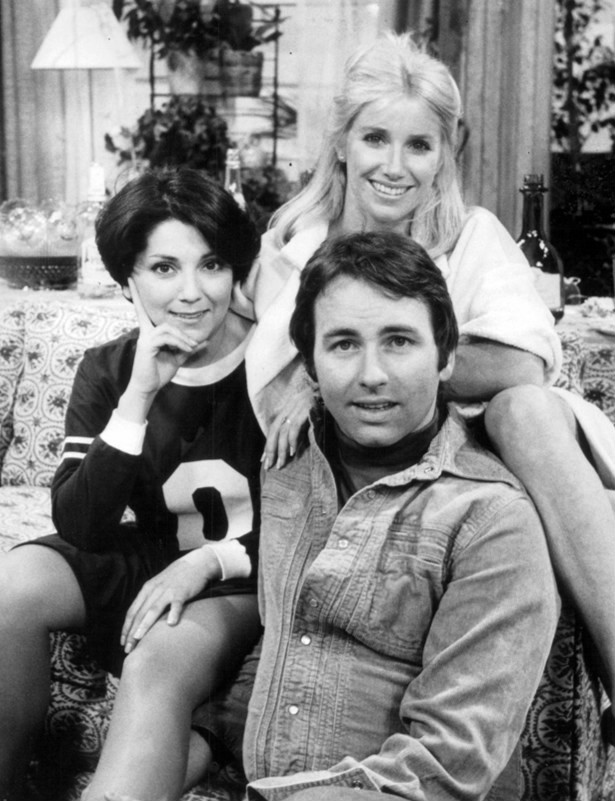
Прем'єрне фото серіалу 1977 року

## Епізоди
| Сезон | Епізоди | Епізоди | Оригінальний показ | Оригінальний показ | Rank | Rating |
| Сезон | Епізоди | Епізоди | Перший показ       | Останній показ     | Rank | Rating |
| ----- | ------- | ------- | ------------------ | ------------------ | ---- | ------ |
| 1     | 6       | 6       | 15 березня 1977    | 21 квітня 1977     | 11   | 23.1   |
| 2     | 25      | 25      | 13 вересня 1977    | 16 травня 1978     | 3    | 28.3   |
| 3     | 22      | 22      | 12 вересня 1978    | 8 травня 1979      | 2    | 30.3   |
| 4     | 25      | 25      | 11 вересня 1979    | 6 травня 1980      | 2    | 26.3   |
| 5     | 22      | 22      | 28 жовтня 1980     | 19 травня 1981     | 8    | 22.4   |
| 6     | 28      | 28      | 6 жовтня 1981      | 18 травня 1982     | 4    | 23.3   |
| 7     | 22      | 22      | 28 вересня 1982    | 10 травня 1983     | 6    | 21.2   |
| 8     | 22      | 22      | 27 вересня 1983    | 18 вересня 1984    | 33   | 16.8   |

## Передумови та виробництво
Відомий бродвейський письменник Пітер Стоун намагався американізувати британський ситком «Людина про дім» . Спочатку він розгортав серіал у Нью-Йорку, і уявляв сусіда по кімнаті успішним, але малооплачуваним шеф-кухарем у шикарному французькому ресторані, тоді як дві сусідки по кімнаті були відповідальним секретарем і моделлю високої моди. Коли Фред Сілверман з ABC прочитав сценарій, він відчув, що середній Америці не сподобається ця концепція, і він вирішив передати сценарій. Сільверман звернувся до Ларрі Гелбарта, творця та продюсера M*A*S*H, по допомогу з серіалом. Спочатку Гелбарт не хотів мати нічого спільного з шоу, вважаючи, що його відносно проста передумова робить його нестандартним у порівнянні з M*A*S*H .
Зрештою, як послугу для Сільвермана, Гелбарт розробив пілотний епізод за допомогою свого зятя, який назвав серіал «Компанія трьох» . Адаптація Гелбарта нагадувала британський серіал. Ґелбарт назвав свого сусіда по кімнаті Девіда Белла, режисера-початківця, який шукає житло та який просто чудово готує. Двох сусідок по кімнаті зіграли Валері Кертін, яка зіграла Дженні, співробітницю DMV, і Сюзанна Зенор, яка зіграла Саманту, починаючу актрису. За версією Гелбарта, серіал відбувався в багатоквартирному будинку під назвою Hacienda Palms у Північному Голлівуді, Каліфорнія. Його продюсували Дон Таффнер і Тед Бергманн.
Сільверману сподобалася версія Гелбарта, і компанія ABC замовила пілот, який був записаний на початку 1976 року. Формат шоу ледве потрапив до осінньої лінійки ABC 1976 року, але згодом мережа видалила його через те, що керівники мережі вважали більш перспективним серіалом. Поки ABC обдумувала, як перезняти пілот, CBS виявила інтерес до шоу. У лютому 1977 року CBS взяла на себе тверде зобов’язання перед продюсерами Таффнером і Бергманном випустити шоу з акторським складом Гелбарта як заміну в середині сезону . В останню хвилину ABC вирішила, що все-таки хоче це шоу, і взяла на себе тверде зобов’язання випустити шоу в середині сезону з новим акторським складом.
Для допомоги у переробці серіалу продюсери найняли Дона Ніколла, Майкла Росса та Берні Веста, сценаристів, які адаптували британський серіал Till Death Us Do Part у All in the Family . Їхня переглянута версія пілоту ще більше наслідувала британський серіал. Чоловік-сусідник змінив режисера Девіда Белла на Джека Тріппа, студента-кухаря, схожого на свого британського колегу-кухаря Робіна Тріппа. Актриса, яку зіграла Деніз Галік . Галік звільнили за пару днів до пілотної зйомки, і її замінила Сьюзан Ланьє. Інша сусідка по кімнаті, співробітниця DMV Дженні, стала Джанет Вуд, флористкою, яку зіграла Джойс ДеВітт. Вони також перенесли місце дії шоу з Північного Голлівуду на пляж у Санта-Моніці.

## Реліз
Anchor Bay Entertainment випустила всі вісім сезонів Three's Company на DVD у регіоні 1. Це оригінальні, невідредаговані та неурізані версії мережевого телевізійного мовлення, а не відредаговані версії, які можна було побачити в синдикації з осені 1982 року. Деякі епізоди містять коментарі як бонус. Крім того, набір сезону 2 включає перший з двох невипущених пілотів як бонус, тоді як набір сезону 3 містить інший.